# Abbazia di Novalesa
L'abbazia dei Santi Pietro e Andrea, anche conosciuta come abbazia di (o della) Novalesa, è un'antica abbazia benedettina fondata nell'VIII secolo e situata nel comune di Novalesa, in valle di Susa.
Dal 1972 il complesso abbaziale è di proprietà pubblica, essendo stato acquistato ormai fatiscente dalla Provincia di Torino, oggi Città metropolitana di Torino che lo ha riaffidato ai monaci benedettini. La convenzione con la Congregazione Benedettina Sublacense ha consentito di valorizzare l'importanza storica ed artistica del monumento e di diffondere la conoscenza dell'antichissima tradizione spirituale, culturale e sociale dell'abbazia benedettina.
Una delle cappelle del complesso ospita due importanti cicli di affreschi dell'XI secolo, dedicati, uno al titolare Sant'Eldrado e l'altro, fra i primi conosciuti in Occidente, a San Nicola di Bari.

## Storia

### Fondazione pionieristica nelle Alpi
La storia dell'abbazia di Novalesa ha inizio il 30 gennaio 726, per mezzo dell'atto di fondazione dovuto all'allora signore franco di Susa e Moriana, Abbone, a controllo del valico del Moncenisio.
In questo periodo i monasteri avevano infatti una precisa valenza strategica e i Franchi in particolare non solo li considerarono loro sfera di influenza, ma li utilizzarono come basi di partenza per le loro incursioni contro le popolazioni nemiche.
Secondo lo studioso Laurent Ripart, se altri importanti monasteri erano stati costruiti nelle Alpi lungo gli itinerari di attraversamento, per lo più in posizione agevole presso gli sbocchi vallivi, invece la Novalesa ebbe un carattere pionieristico, essendo il primo del genere a venire fondato internamente nelle Alpi, al limite dell'area di popolamento umano e con un territorio di riferimento esclusivamente alpino.

### L'atto di fondazione, il Testamento di Abbone e il Chronicon Novalicense
L'atto di fondazione dell'Abbazia, del 726 e probabilmente già trasferito nel X secolo in seguito all'abbandono temporaneo dell'abbazia, è il documento più antico dell'Archivio di Stato di Torino, ed è stato seguito dal Testamento di Abbone conservato in copia a Grenoble. 
Molto importante è anche il Chronicon Novalicense, manoscritto dell'XI secolo che riporta insieme notizie vere e leggendarie con una finalità politica di consolidamento del prestigio dell'Abbazia dopo l'abbandono del X secolo e il ritorno nell'XI. Emerge dal testo una disputa mai enunciata ma evidente con la nascente fondazione arduinica dell'Abbazia di San Giusto nella vicina città di Susa, per il controllo del territorio della media Valle di Susa.
In seguito alla soppressione del 1851, la biblioteca e i manoscritti furono trasferiti. In particolare i documenti più antichi confluirono nell'archivio di Stato di Torino, andando a costituire un corpus molto importante.

### L'Abbazia nel Medioevo

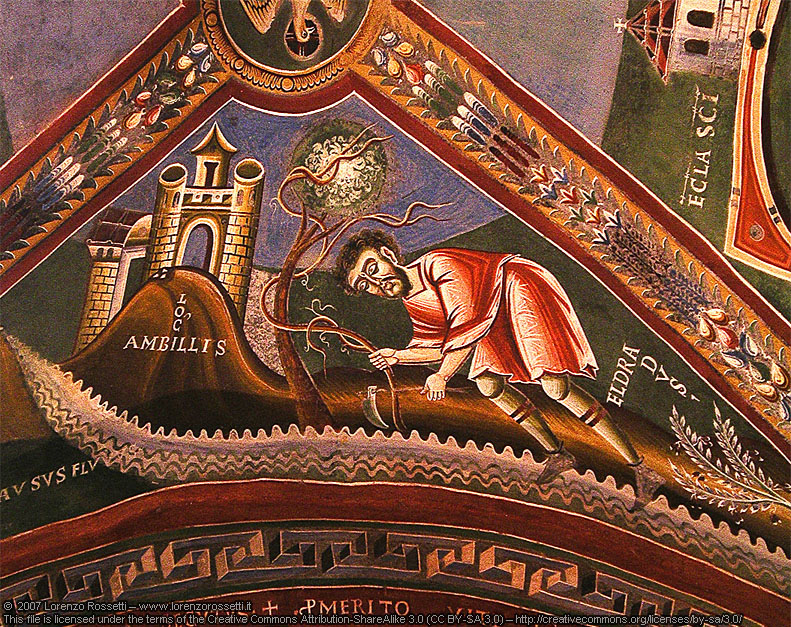
Vita di Sant'Eldrado affrescata nell'omonima cappella nel parco dell'Abbazia nell'XI secolo

Il primo abate del monastero, san Godone, fu nominato dallo stesso fondatore.
L'abbazia ottenne dai sovrani franchi Pipino il Breve e Carlo Magno numerosi privilegi, tra cui quello della libera elezione dell'abate e del pieno possesso dei beni di fronte ad ogni autorità laica ed ecclesiastica.
Il monastero estendeva i suoi domini anche nel basso Piemonte fino all'entroterra ligure di ponente.
La massima fioritura fu raggiunta con l'abate Eldrado che resse l'abbazia tra l'820 e l'845.
Fu saccheggiata e distrutta da una scorreria di saraceni - provenienti dalla Provenza - nel 906; avvertiti del pericolo, l'abate e la maggior parte dei monaci si rifugiarono a Torino, portando in salvo i codici della biblioteca. Qualche anno dopo, sotto la protezione di Adalberto I, marchese di Ivrea, fondarono nella Lomellina il monastero di Breme. Tra i monaci rimasti dell'abbazia, due, catturati e uccisi dai saraceni ad Oulx probabilmente dove sarebbe poi sorta la Prevostura di San Lorenzo, furono poi venerati come martiri (i santi Giusto e Flaviano).

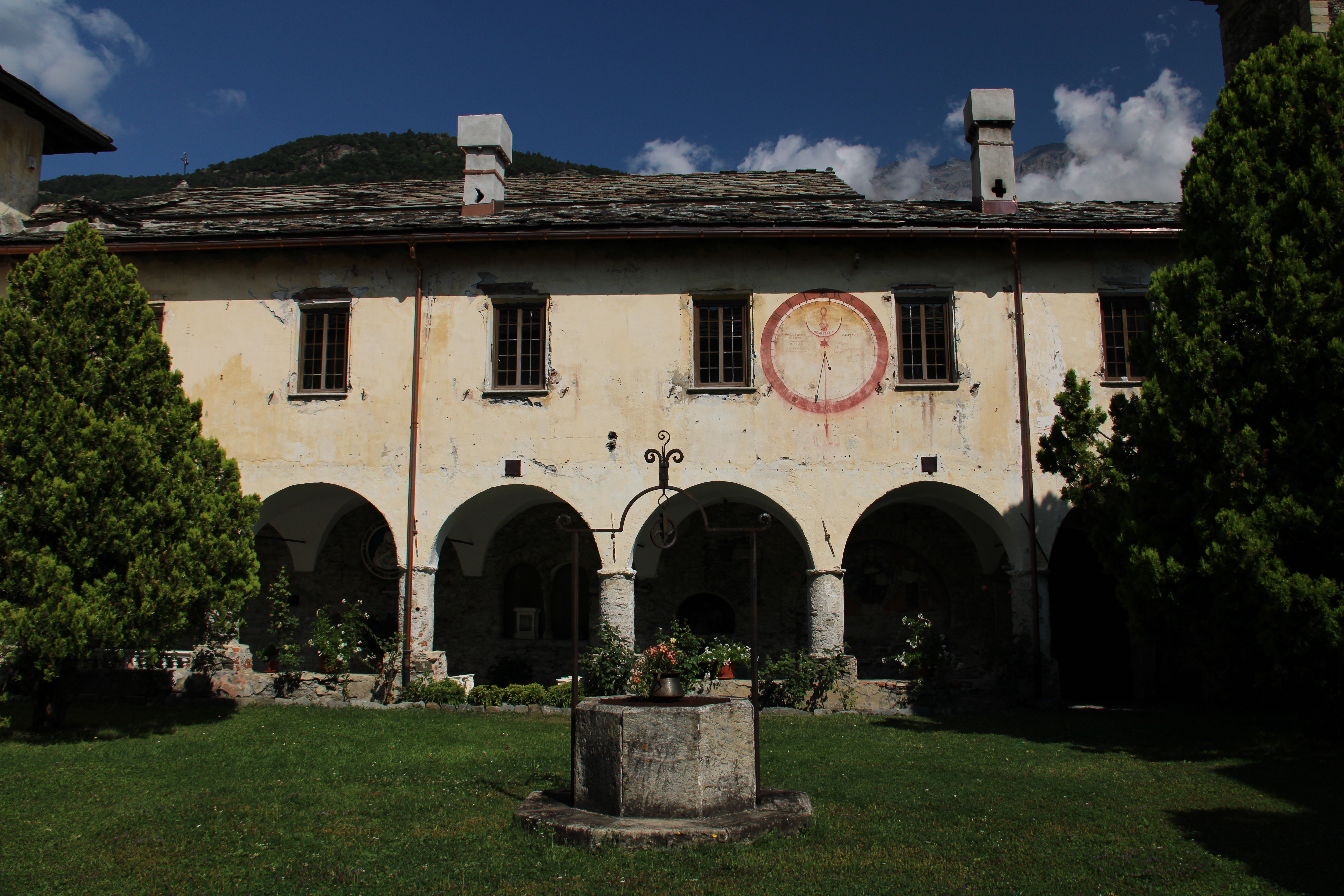
Chiostro dell'abbazia di Novalesa

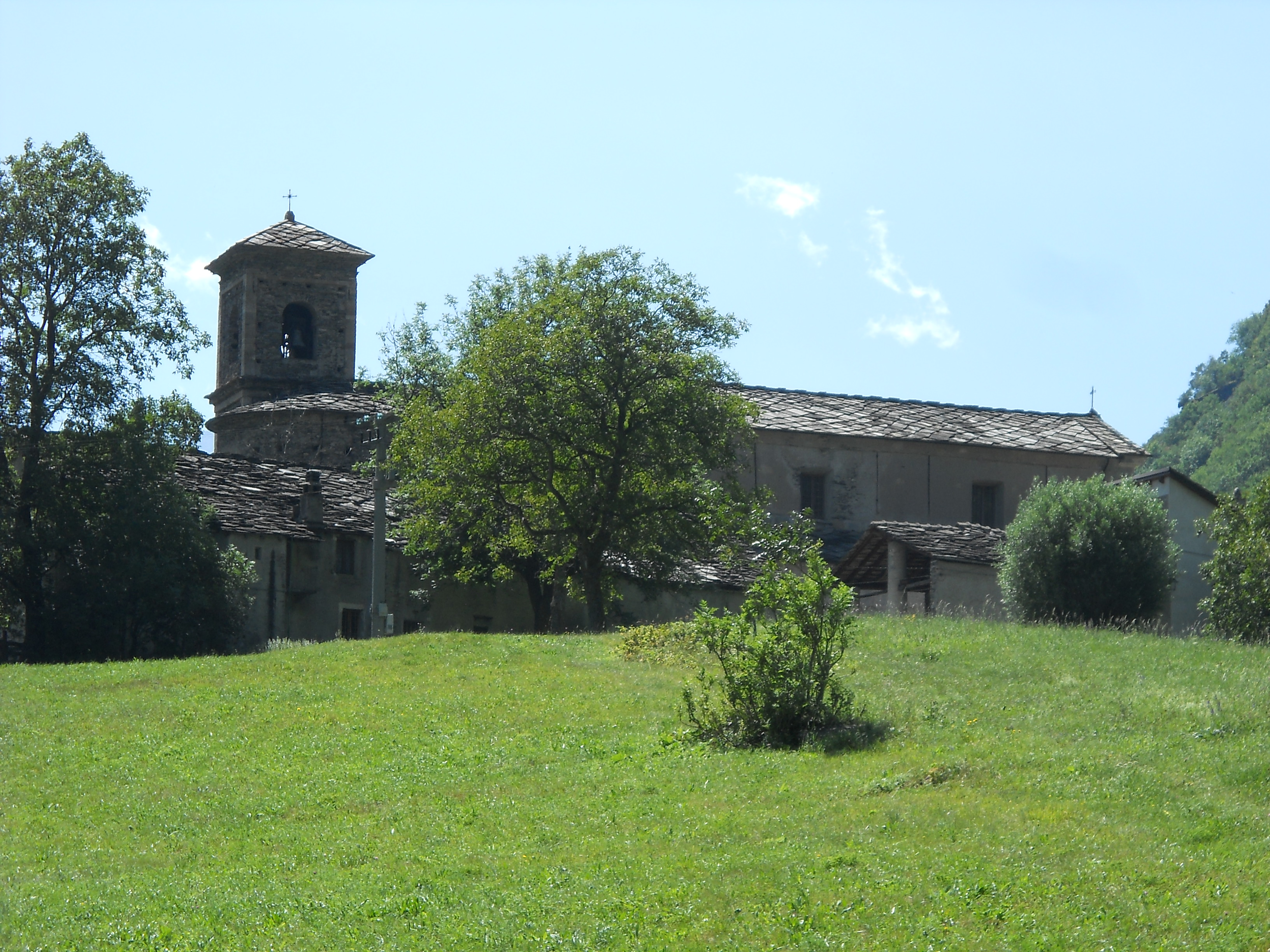
Abbazia di Novalesa

L'abbazia venne nuovamente ricostruita nella prima metà dell'XI secolo su iniziativa di Gezone, abate di Breme; un gruppo di monaci benedettini, guidati dal monaco architetto Bruningo, tornò a Novalesa per restaurare l'antico monastero che successivamente costituì, con i villaggi della Val Cenischia (Ferrera, Venaus e Novalesa), una circoscrizione ecclesiastica autonoma durata per diversi secoli. La storia della Novalesa si ricollega quindi — attraverso Bruningo e Gezone — alla ricostruzione della chiesa di Sant'Andrea a Torino (odierno santuario della Consolata), di cui sussiste il poderoso campanile alzato per incarico dell'abate Gezone, come narra il Chronicon Novalicense, fra il 980 ed il 1014,

### I cistercensi, le soppressioni e il ritorno dei benedettini

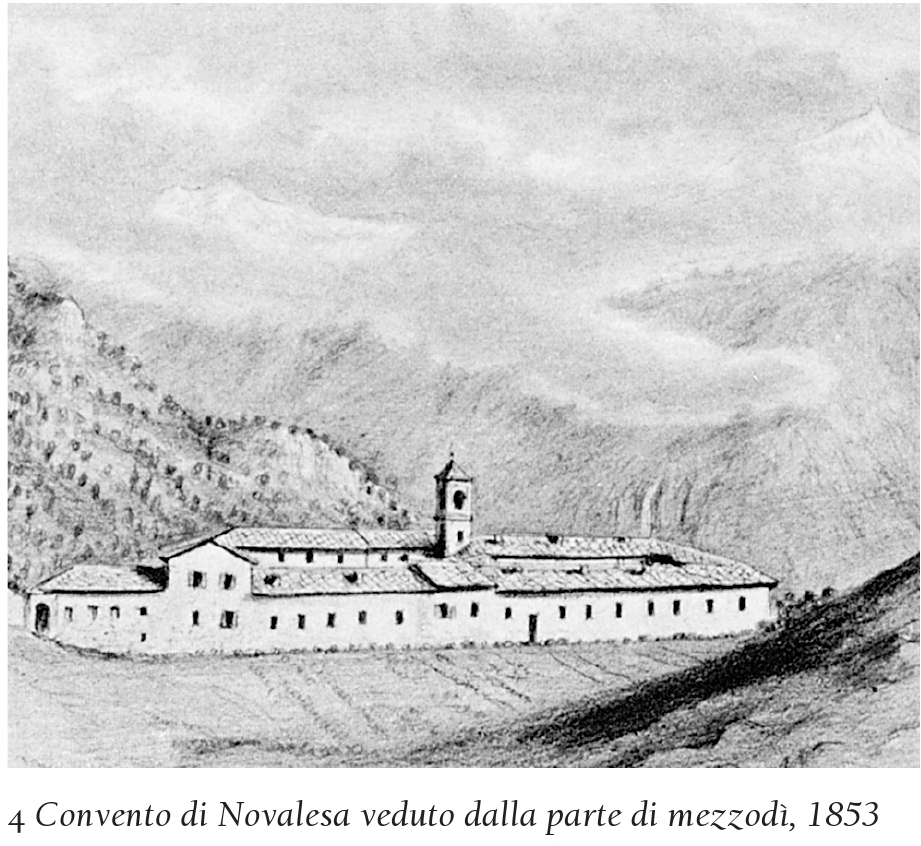
Convento della Novalesa, 1853

Nel 1646 ai benedettini si sostituirono i cistercensi, che vi rimasero fino al 1798, quando furono espulsi dal Governo provvisorio piemontese.
Nel 1802 Napoleone affidò all'abate Antonio Gabet e ad altri monaci trappisti di Tamié (Savoia) la gestione dell'ospizio sul valico del Moncenisio, per assistere le truppe francesi in transito. Dopo la caduta di Napoleone, i monaci si spostarono a Novalesa, rifondandone l'abbazia e nel 1821 si riunirono alla congregazione cassinese d'Italia.
In seguito alla legge di soppressione del 29 maggio 1855 da parte del governo piemontese, i monaci furono nuovamente costretti ad abbandonare l'abbazia. Gli edifici, messi all'asta, vennero trasformati in albergo per cure termali, la biblioteca concessa al seminario, i manoscritti trasferiti nell'archivio di Stato di Torino.
Nel 1972 il complesso monastico fu acquistato dalla provincia di Torino, che lo affidò ai monaci benedettini provenienti da Venezia.

## Descrizione

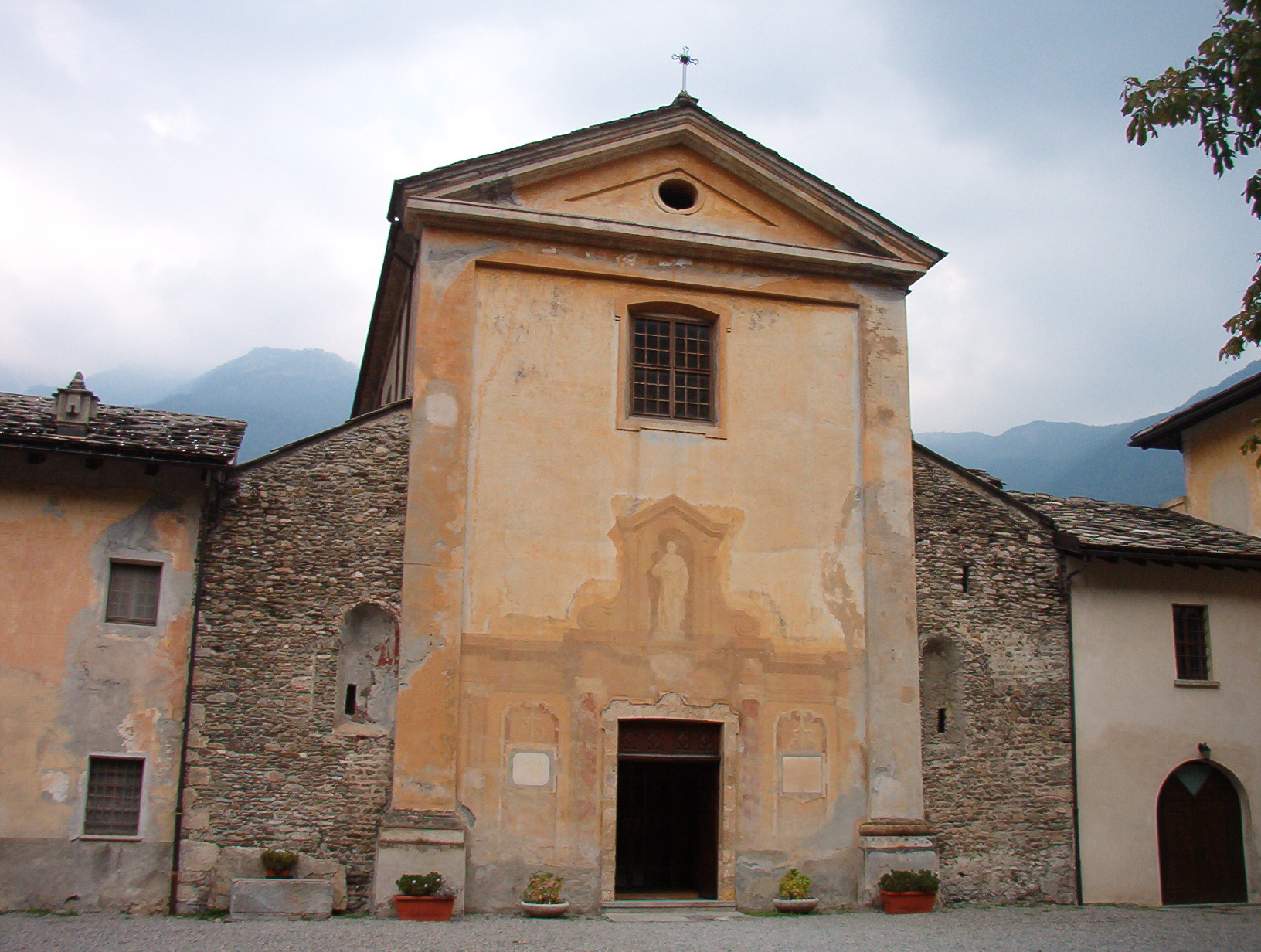
Facciata della chiesa

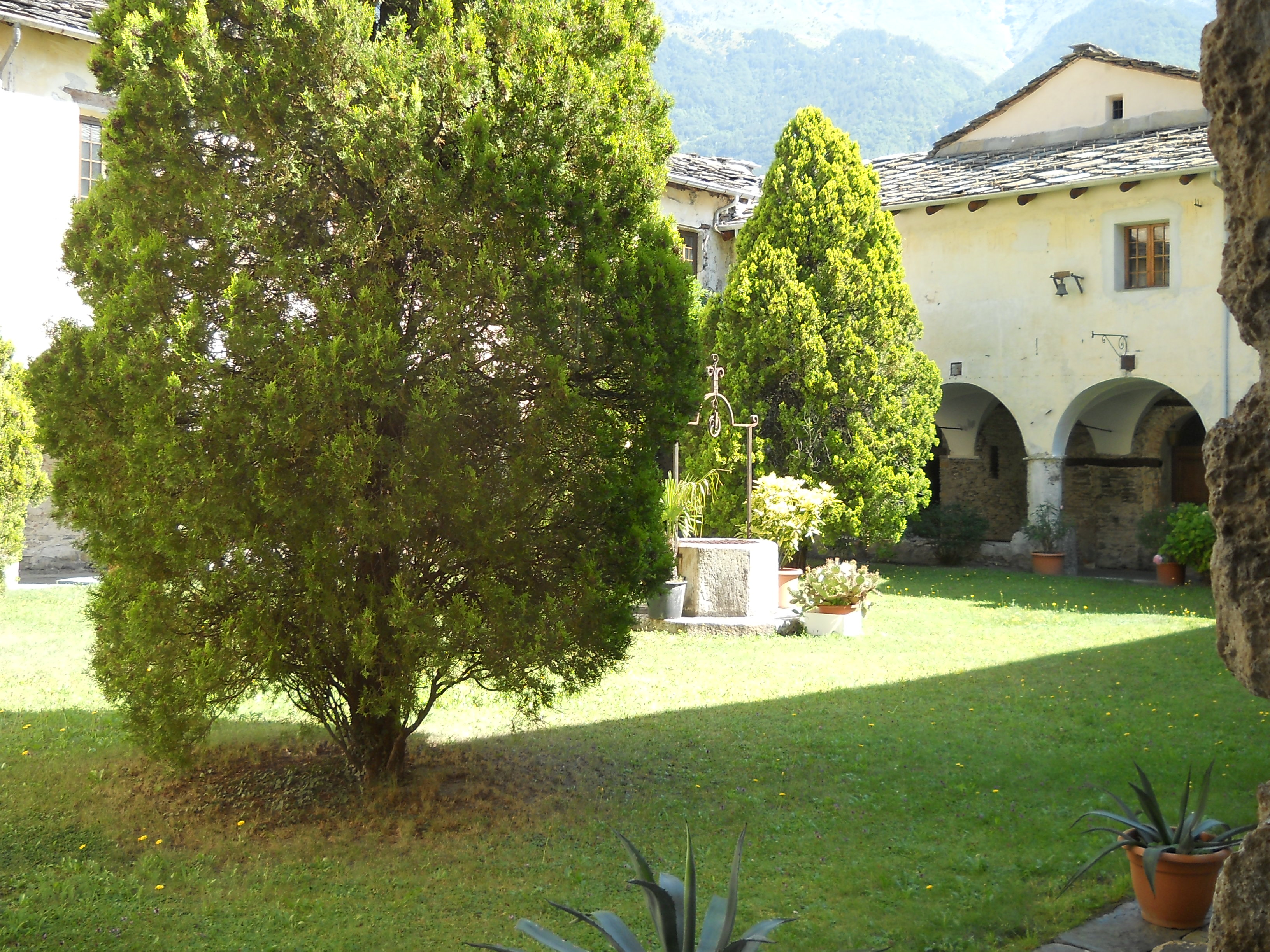
Abbazia di Novalesa chiostro

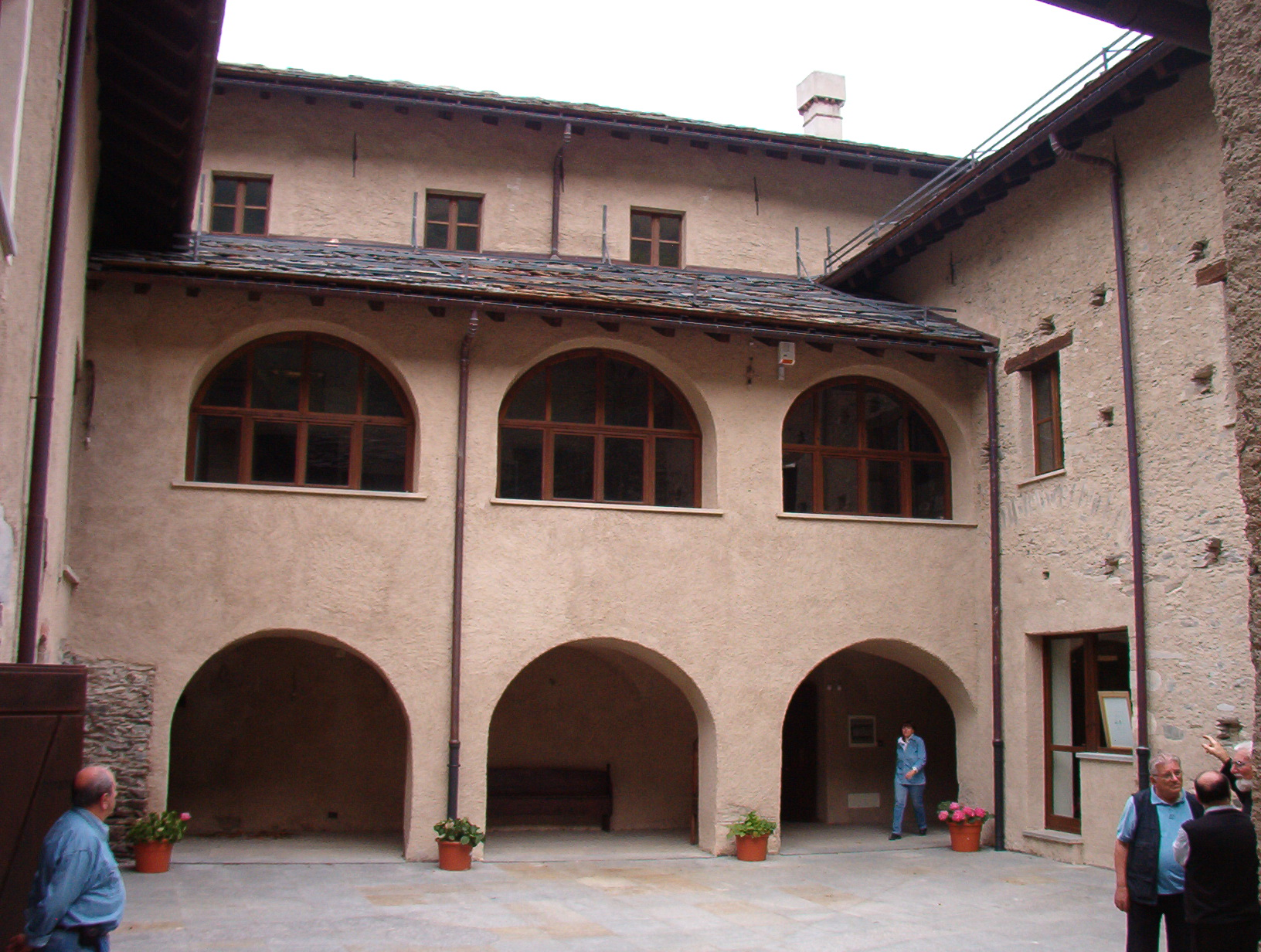
Il cortile d'ingresso

L'abbazia di Novalesa è divisa in edificio monastico e chiesa abbaziale.
L'abbazia vera e propria, che conserva ancora tracce dei precedenti edifici, si sviluppa alla destra della chiesa e vi si accede tramite un portale che immette in un primo cortile, con portico a tre campate con volta a crociera sormontato da un loggiato. Tutto l'edificio monastico si sviluppa attorno ad un cortile centrale che ospita, al suo interno, le due ali superstiti del chiostro cinquecentesco, una con cinque ed una con sette archi a tutto sesto sorretti da tozze colonne cilindriche in mattoni prive di capitello. All'incrocio fra le due ali del chiostro, si eleva il campanile, costruito tra il 1725 e il 1730, la cui sommità raggiunge l'altezza di 22,50 metri.

La chiesa abbaziale, dedicata ai santi apostoli Pietro ed Andrea, è stata costruita nel XVIII secolo al posto di una preesistente chiesa romanica dell'XI secolo, della quale rimangono alcuni affreschi tra cui la Lapidazione di Santo Stefano, mentre del periodo tardogotico rimangono alcuni affreschi con Santi benedettini e Profeti attribuiti ad Antoine de Lonhy. La chiesa attuale è in stile barocco ed è a navata unica con volta a botte lunettata e due cappelle per lato; la lunga navata è per metà adibita a presbiterio, con il moderno altare maggiore marmoreo sormontato da un crocifisso ligneo ed il coro dei monaci, e termina con un'abside semicircolare. 

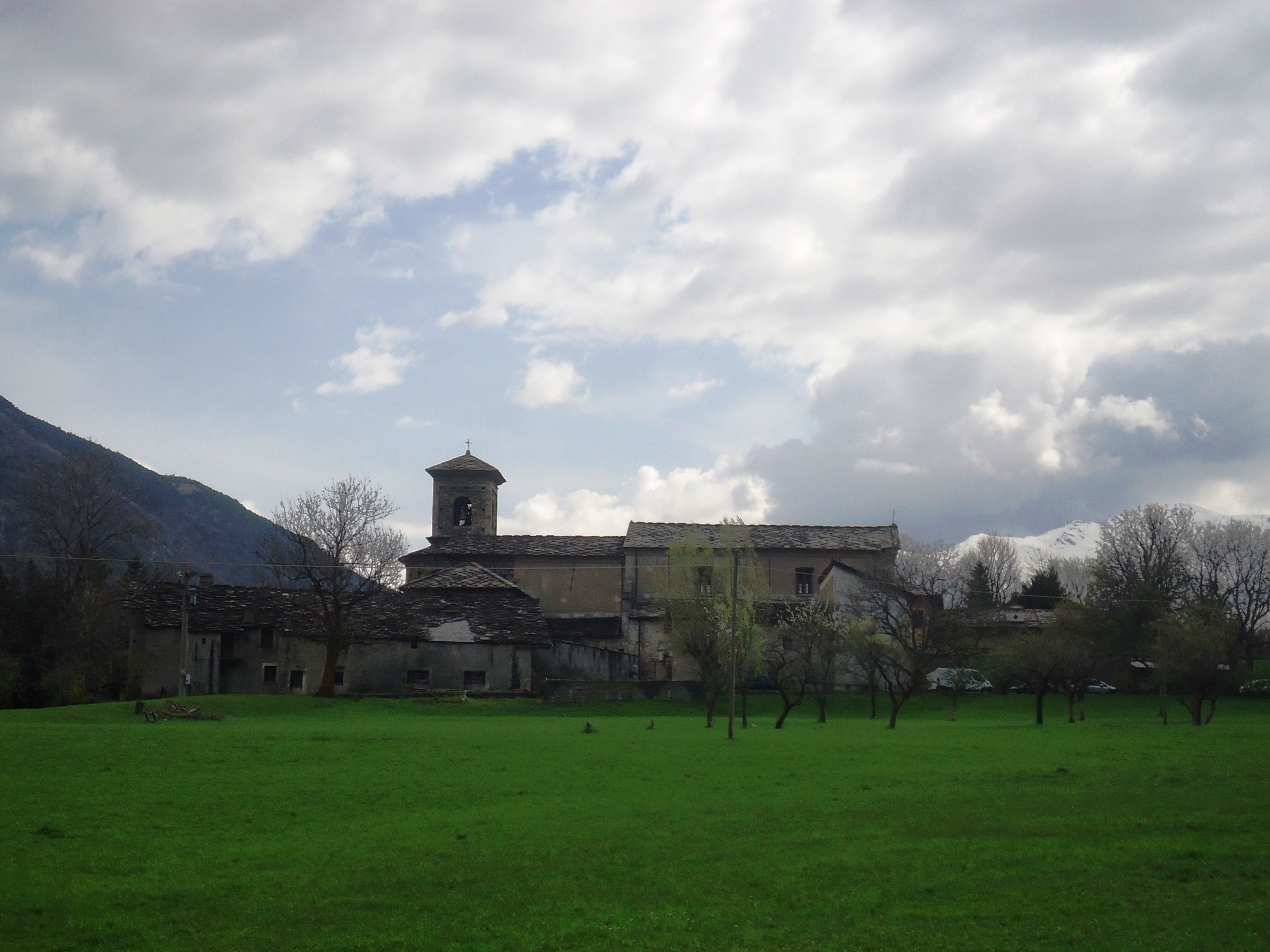
Abbazia di Novalesa vista da Nord

### Arredi sacri
In seguito alla soppressione ottocentesca gli arredi sacri subirono vicende diverse: i reliquiari come la grande Cassa reliquiario di S. Eldrado e altri oggetti di oreficeria e arte sacra vennero trasferiti presso la parrocchiale ove sono attualmente visitabili tramite il Museo diocesano d'arte sacra. La cassa reliquiario risale al XII secolo e presenta similitudini con analoghe casse presenti nell'Abbazia territoriale di San Maurizio d'Agauno, nel Vallese, in Svizzera. Il grande coro ligneo venne venduto alla parrocchia di Bardonecchia e oggi è collocato con adattamenti presso la Parrocchiale di S. Ippolito.

### Cappelle nel parco abbaziale
Nei pressi del monastero ci sono quattro cappelle medievali: di Maria (secolo VIII con rifacimenti del XI), di SS. Salvatore (metà secolo XI), di San Michele (secoli VIII e IX) e finalmente di San Eldrado (e San Nicola) che possiede due splendidi cicli di affreschi (fine secolo XI) con episodi della vita dei due Santi. L'abbazia e le sue cappelle ospitano un ricchissimo patrimonio di pitture murali databili tra il VIII-XV secolo, che attesta la vivace attività culturale e artistica dei monaci che abitarono l'abbazia in questo periodo. Infatti, nonostante sia situata in una zona di montagna, il sito di Novalesa è sempre stato caratterizzato dal passaggio di pellegrini, mercanti e visitatori che viaggiarono nel corso dei secoli dal Nord Europa all'Italia.

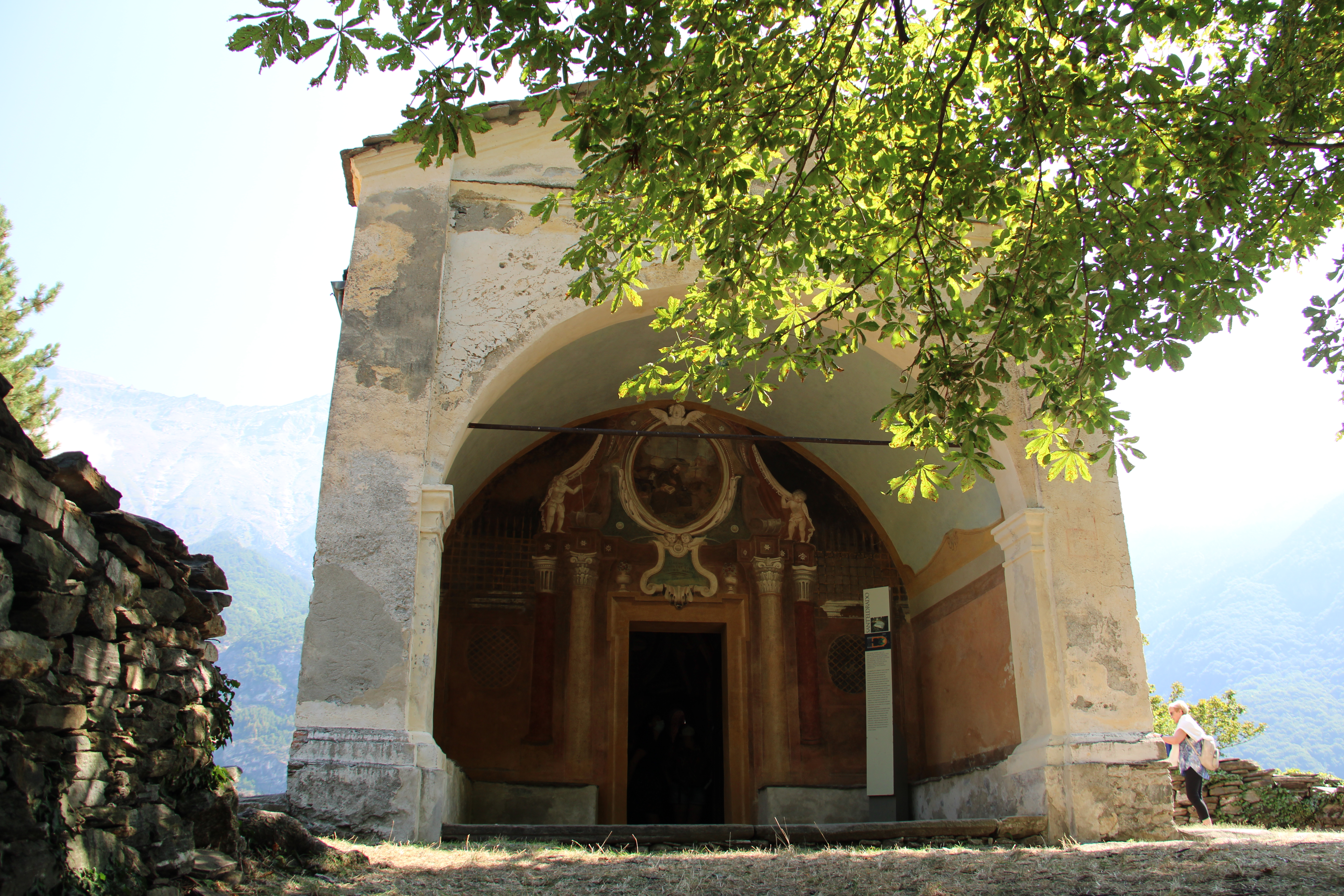
Cappella S.Eldrado
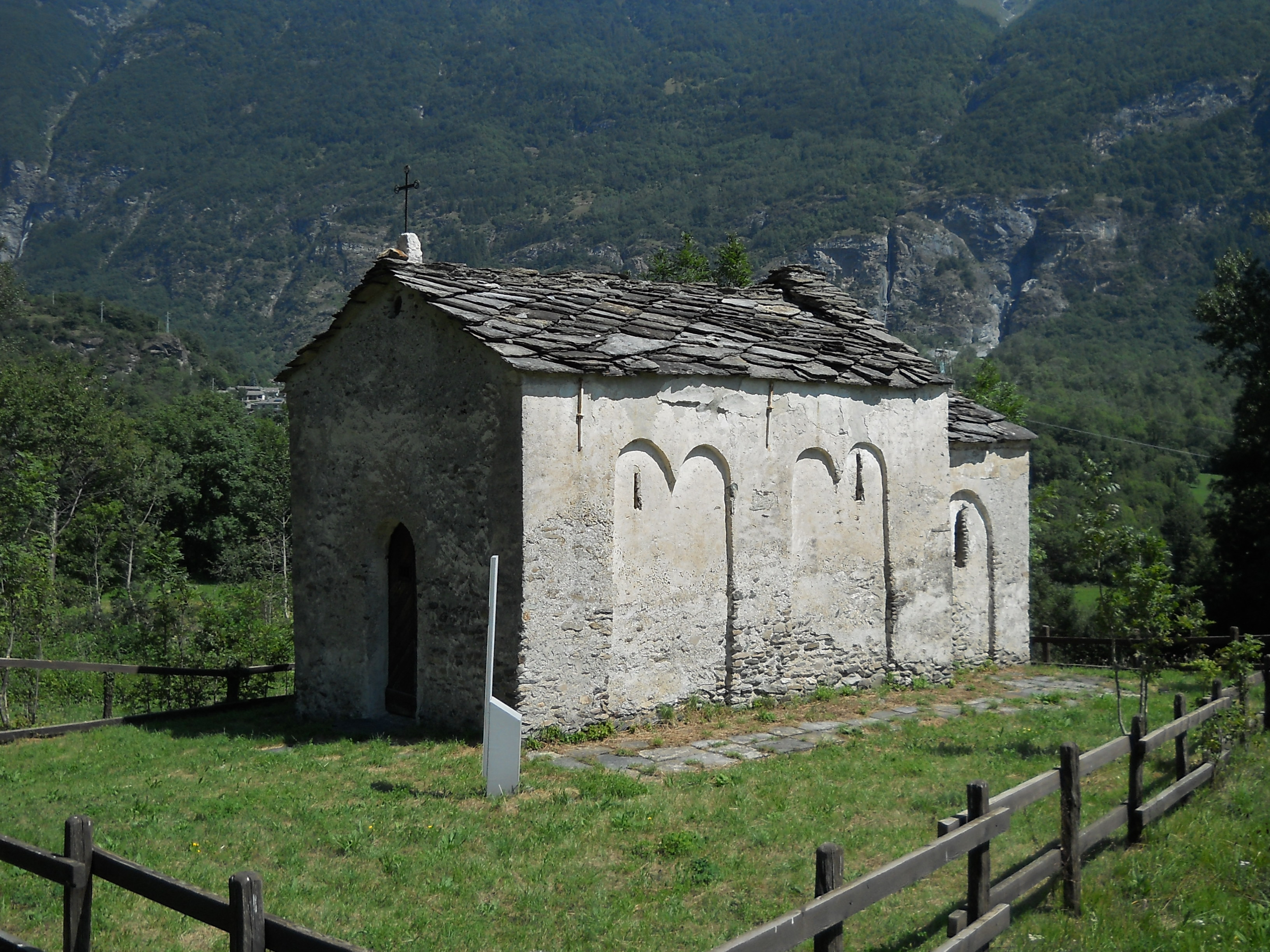
Esterno della cappella S.Maria
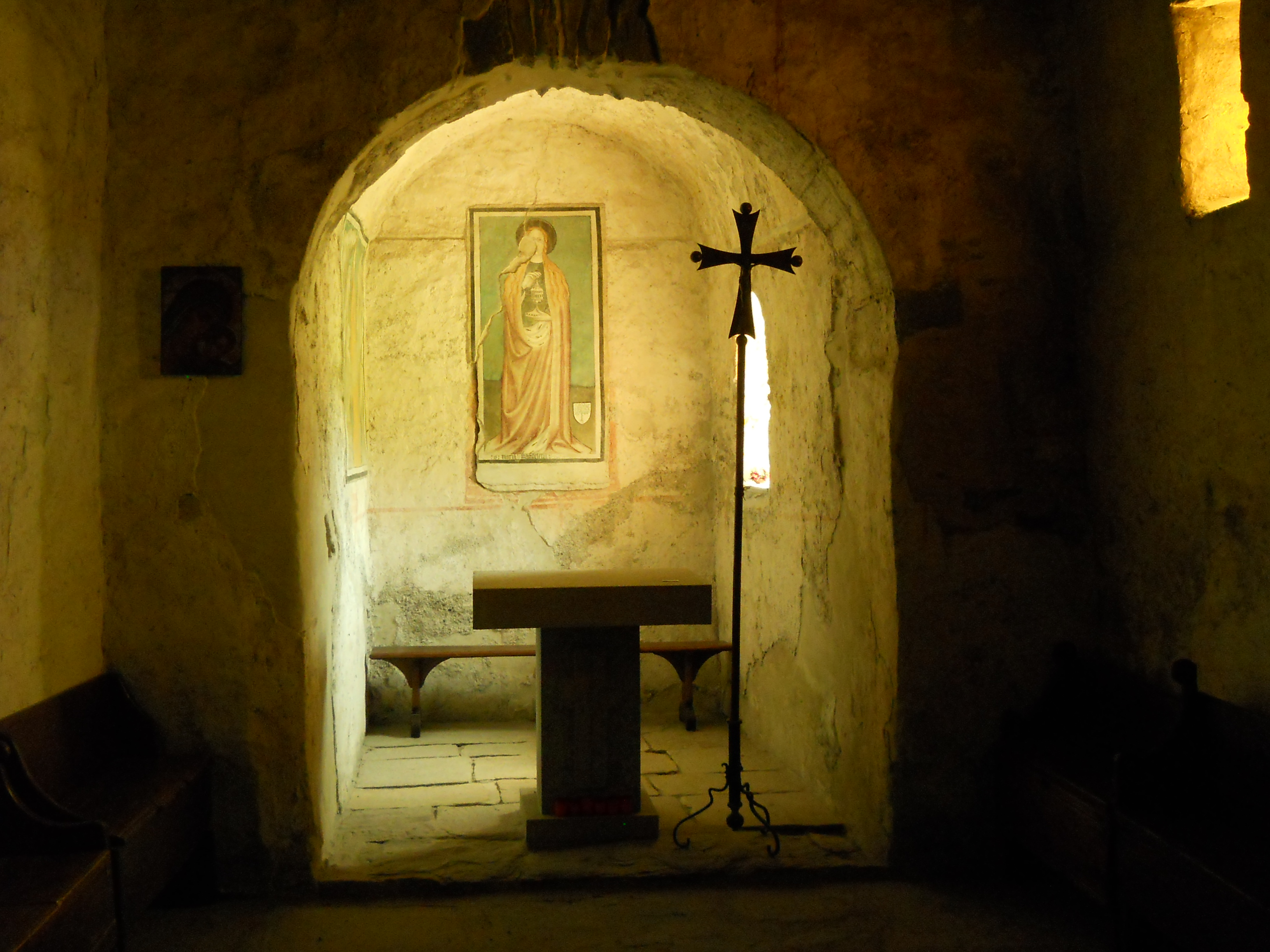
Interno della cappella S.Maria
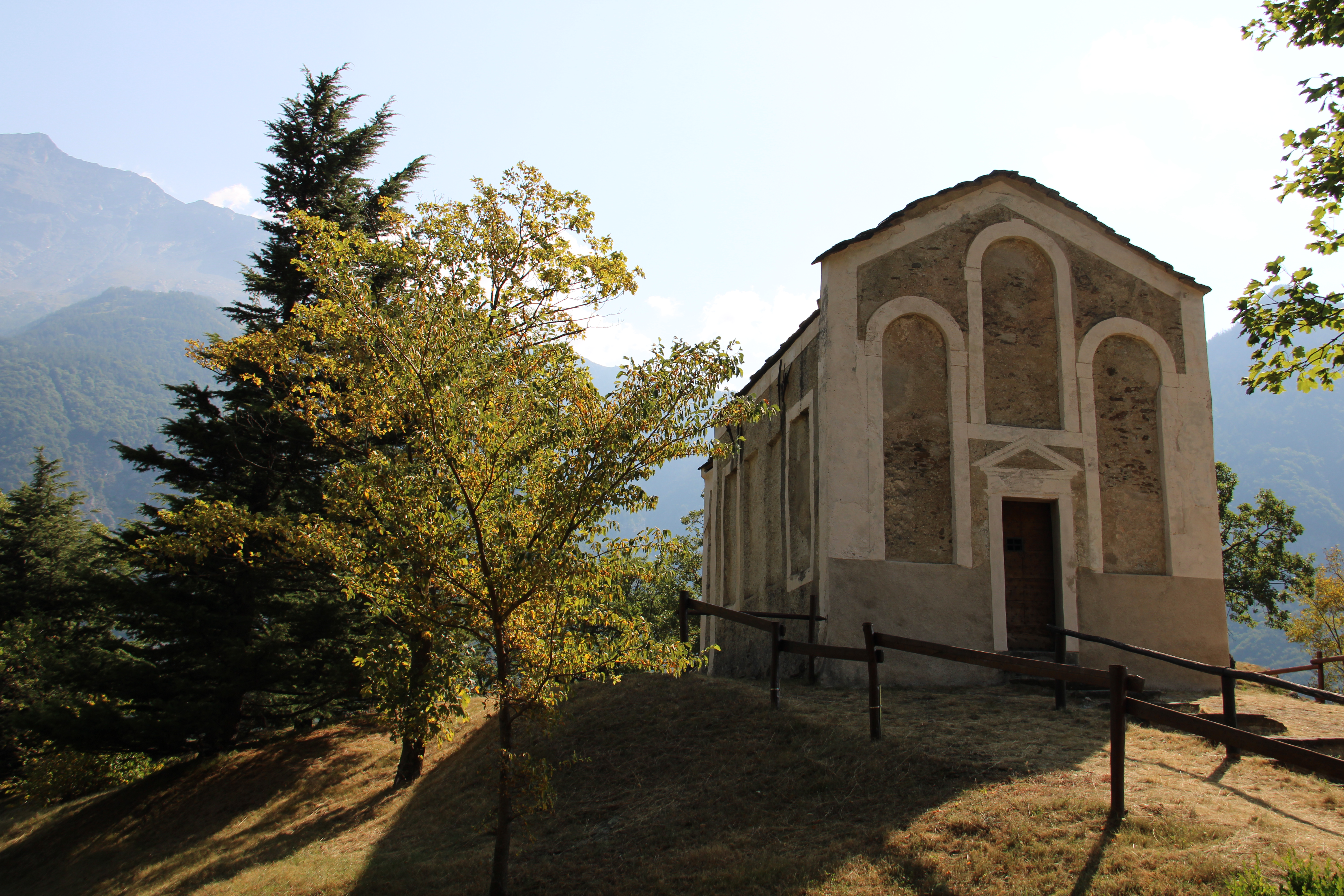
Cappella S.Michele
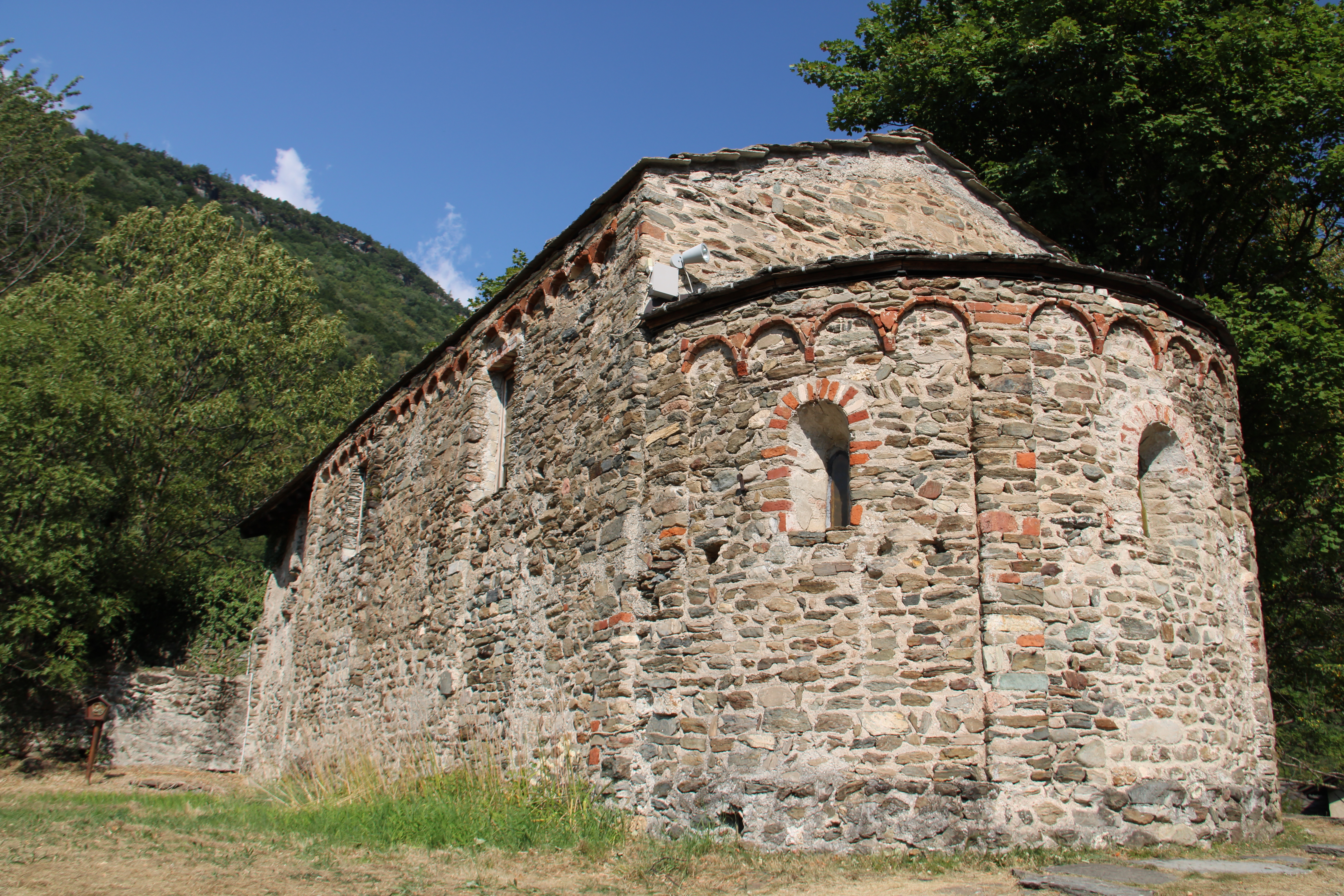
Cappella S.Salvatore

### Affreschi della cappella di San Eldrado
La piccola cappella, costruita nell'XI secolo su una preesistenza del IX secolo, è dedicata a Sant' Eldrado, abate di Novalesa del IX secolo. Ospita due cicli di affreschi databili all'ultimo scorcio dell'XI secolo, uno dedicato a S. Eldrado e uno dedicato a San Nicola di Bari, tra i primi esempi conosciuti in Occidente.

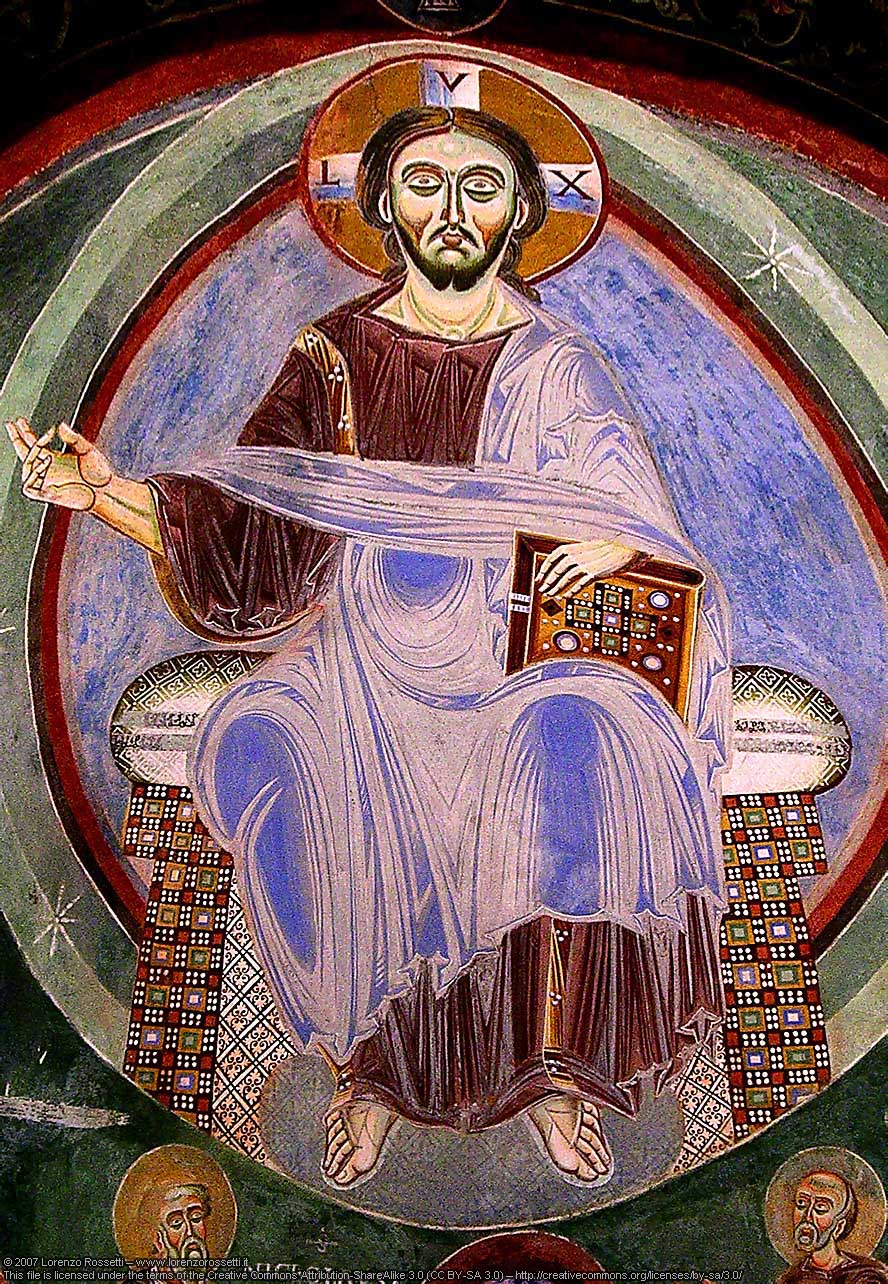
Cristo Pantocratore
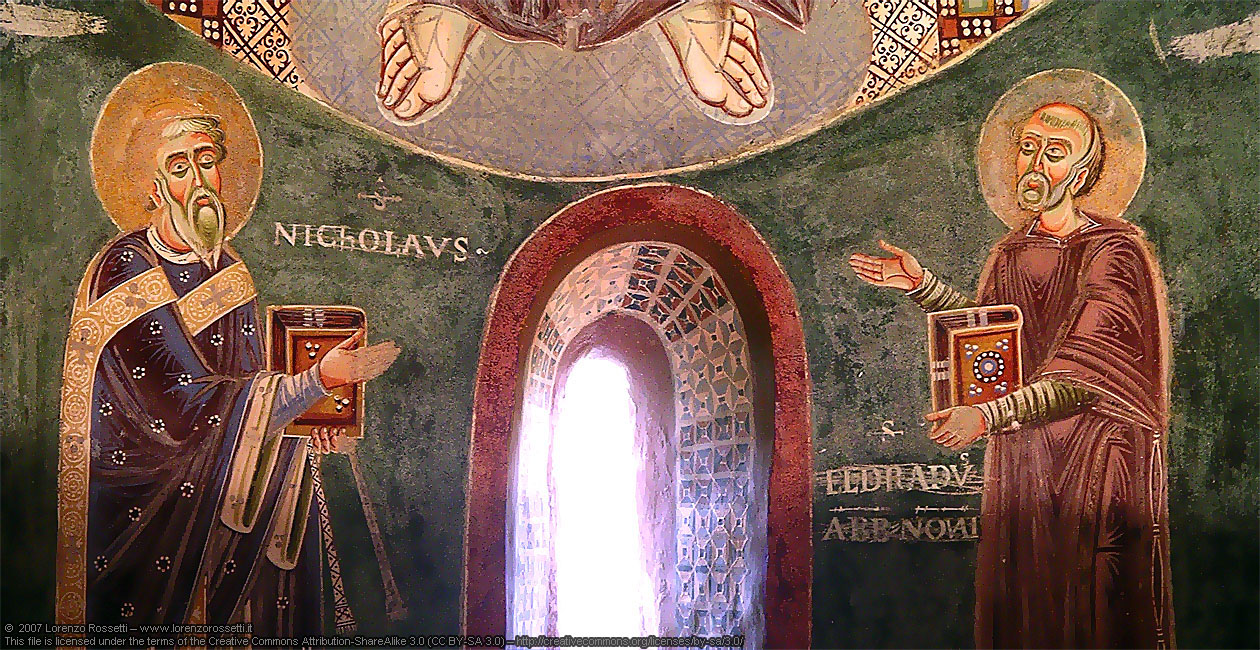
I Santi Eldrado e Nicola
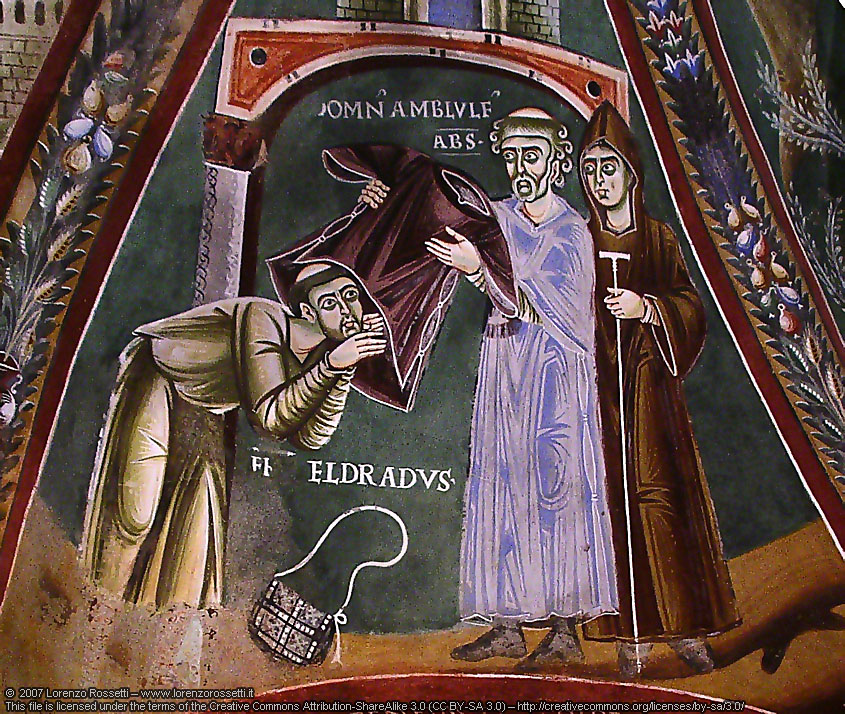
Sant'Eldrado entra in monastero
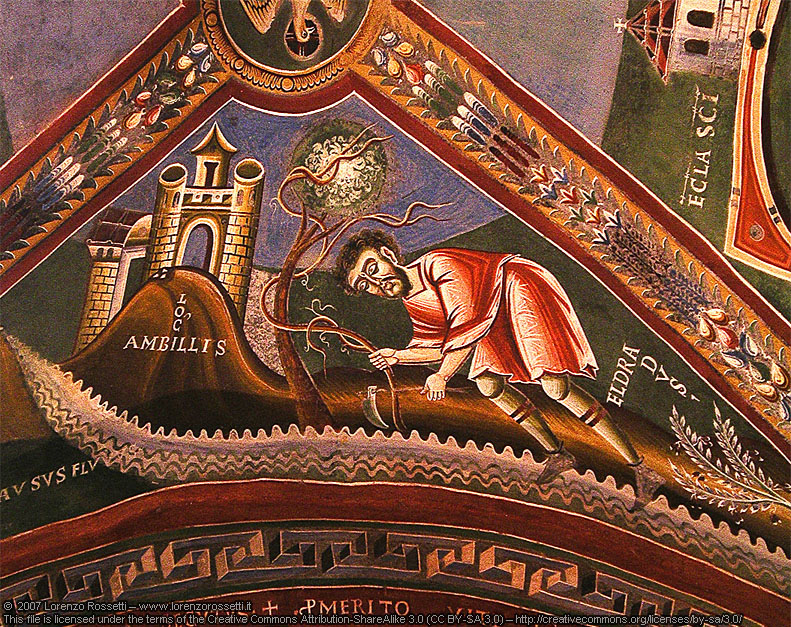
Vita di Sant'Eldrado

### Sepoltura di un pellegrino di Santiago di Compostela
Durante le indagini archeologiche compiute in diverse parti del complesso, è stato rinvenuto il corpo di un uomo probabilmente di passaggio in Abbazia, al ritorno da un pellegrinaggio al santuario di Santiago di Compostela. Insieme ai resti è infatti stata trovata la caratteristica conchiglia del pellegrino.

### Organo a canne settecentesco
Sulla cantoria in controfacciata alla chiesa abbaziale, si trova l'organo a canne, costruito da Cesare Catarinozzi nel 1725 ed in seguito oggetto di una serie di interventi. È a trasmissione integralmente meccanica, con un'unica tastiera di 50 note e pedaliera a leggio di 18 note costantemente unita al manuale.

### Museo archeologico
Dal 2009 è attivo il Museo archeologico dell'abbazia di Novalesa che ha arricchito di un ulteriore tassello la visita del complesso. Le campagne di scavo e l'opera stessa di restauro sono state occasione di ricerca e recupero ed al contempo premessa per la valorizzazione del complesso. Un lungo percorso di cura della conservazione e della valorizzazione dell'abbazia di Novalesa che la proprietà pubblica in capo alla Città metropolitana di Torino ha condotto in sinergia con la Soprintendenza per i Beni Archeologi del Piemonte e del Museo delle Antichità Egizie, la Soprintendenza per i Beni Architettonici e Paesaggistici del Piemonte e la Soprintendenza per i Beni Storici, Artistici ed Etnoantropologici del Piemonte. Le azioni di tutela e di promozione culturale sono state affiancate e supportate dalla Direzione Regionale per i Beni Culturali e Paesaggistici del Piemonte, dal contributo scientifico dell'Università degli Studi del Piemonte Orientale "Amedeo Avogadro" e dalla Comunità Benedettina di Novalesa. La gestione del Museo Archeologico dell'abbazia di Novalesa è affidata dalla Città metropolitana al Centro Culturale Diocesano di Susa.

### Certificazione Herity
La certificazione Herity, rilasciata dall'Organizzazione mondiale per la Certificazione di Qualità della Gestione del Patrimonio Culturale, prende il proprio nome dall'unione delle due parole inglesi Heritage e Quality. Tale certificazione si basa sulle valutazioni che esperti designati, ma anche sull'autovalutazione dei responsabili delle realtà analizzate e sull'opinione del pubblico dei visitatori. I servizi offerti, la rilevanza riconosciuta, la comunicazione e la conservazione sono i parametri presi in esame per esprimere tale giudizio. Herity considera il patrimonio culturale e storico, una risorsa strategica per lo sviluppo economico e per la comprensione reciproca fra i popoli. Tale riconoscimento internazionale è stato consegnato all'Abbazia della Novalesa il 30 agosto 2010 a Novalesa, alla presenza delle Autorità locali, del Segretari generale Herity e dei rappresentanti della comunità monastica.

## Letteratura
- Nel romanzo di Umberto Eco, Il nome della rosa, l'abbazia di Novalesa è citata in quanto dotata di una ricchissima biblioteca.
- Il romanzo di Claudio Bollentini, La Novalesa - Nihil sub sole novum, è una riscrittura del Chronicon Novaliciense. Il Chronicon è una fonte storica, di origine medievale: una "Cronaca" scritta nell'XI° secolo e che ricostruisce la storia dei primi secoli di vita della abbazia benedettina dei Santi Pietro e Andrea della Novalesa. Il libro segue la falsariga dell'originale, ma presto ne diventa un'ideale prosecuzione. Tante sono le storie, i miracoli, le visioni, le allegorie e le leggende che si susseguono e che un monaco di fantasia rielabora e colleziona. Tanti i personaggi che animano il racconto, veri e verosimili, alcuni addirittura ispirati a figure recenti della vita del monastero. La narrazione, infine, segue i ritmi di una giornata monastica tipo, scandita dagli uffici divini, dallo studio e dal lavoro.[16]